# Puppendoktor

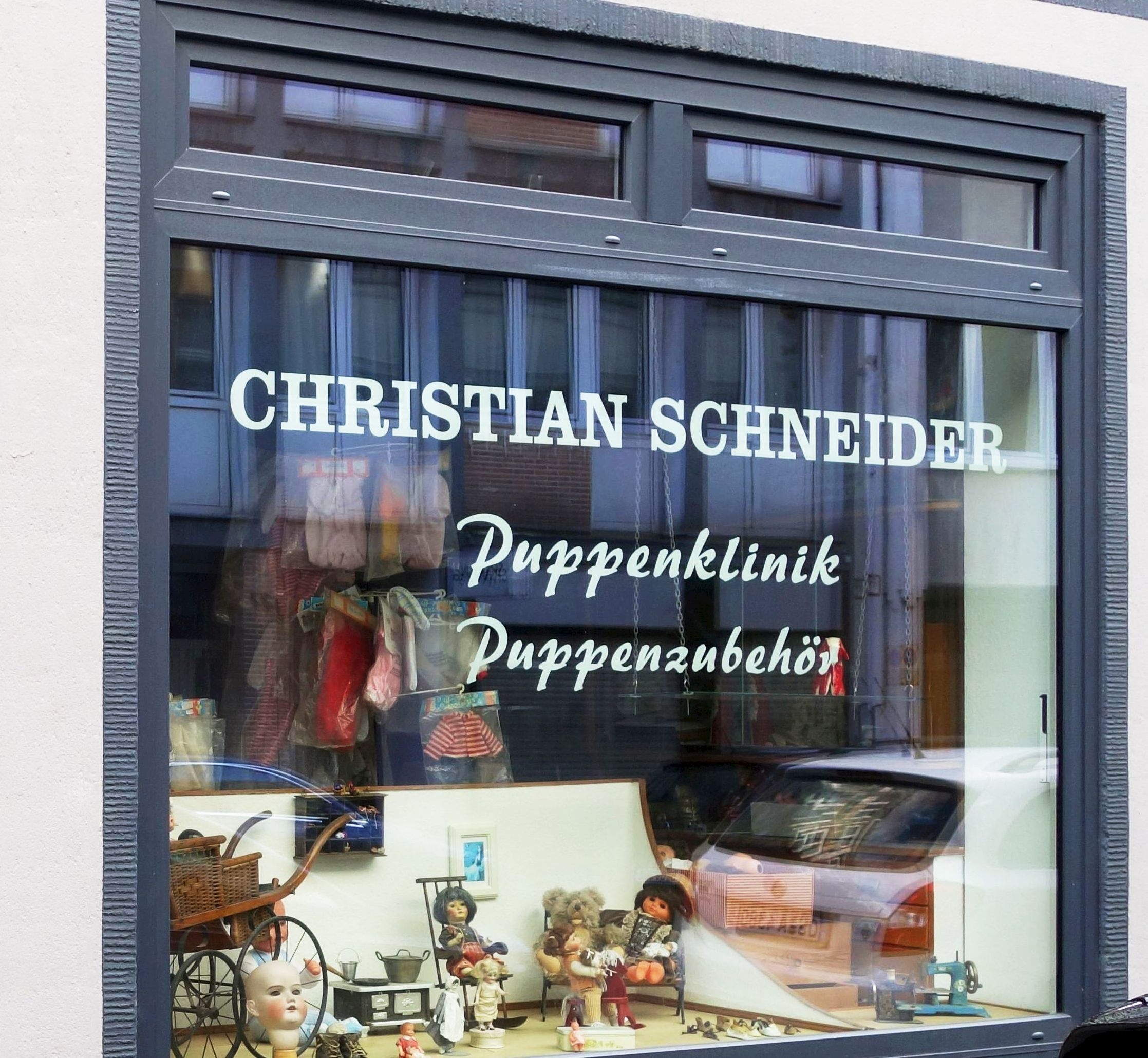
Puppenklinik Christian Schneider (Düsseldorf, 2024)

Als Puppendoktor bezeichnet man einen Restaurator von Puppen. Analog wird die Werkstatt des „Puppendoktors“ oft als „Puppenklinik“ bezeichnet.
Der Beruf des Puppendoktors bzw. -restaurators ist staatlich nicht anerkannt und wird meist durch ein Praktikum erlernt. Besonders kostbare Puppen werden allerdings auch durch ausgebildete Restauratoren anderer Fachgebiete restauriert, etwa die Porzellanköpfe durch Keramikrestauratoren oder die Kleider durch Fachleute für Textilien.

## Geschichte
Der Berufszweig entstand mit der starken Verbreitung empfindlicher Wachs- oder Porzellanköpfe bei Puppen. Hauptsächlich werden Puppen aus Celluloid (z. B. Schildkröt), Porzellan, Wachs, Holz und Stoff restauriert.

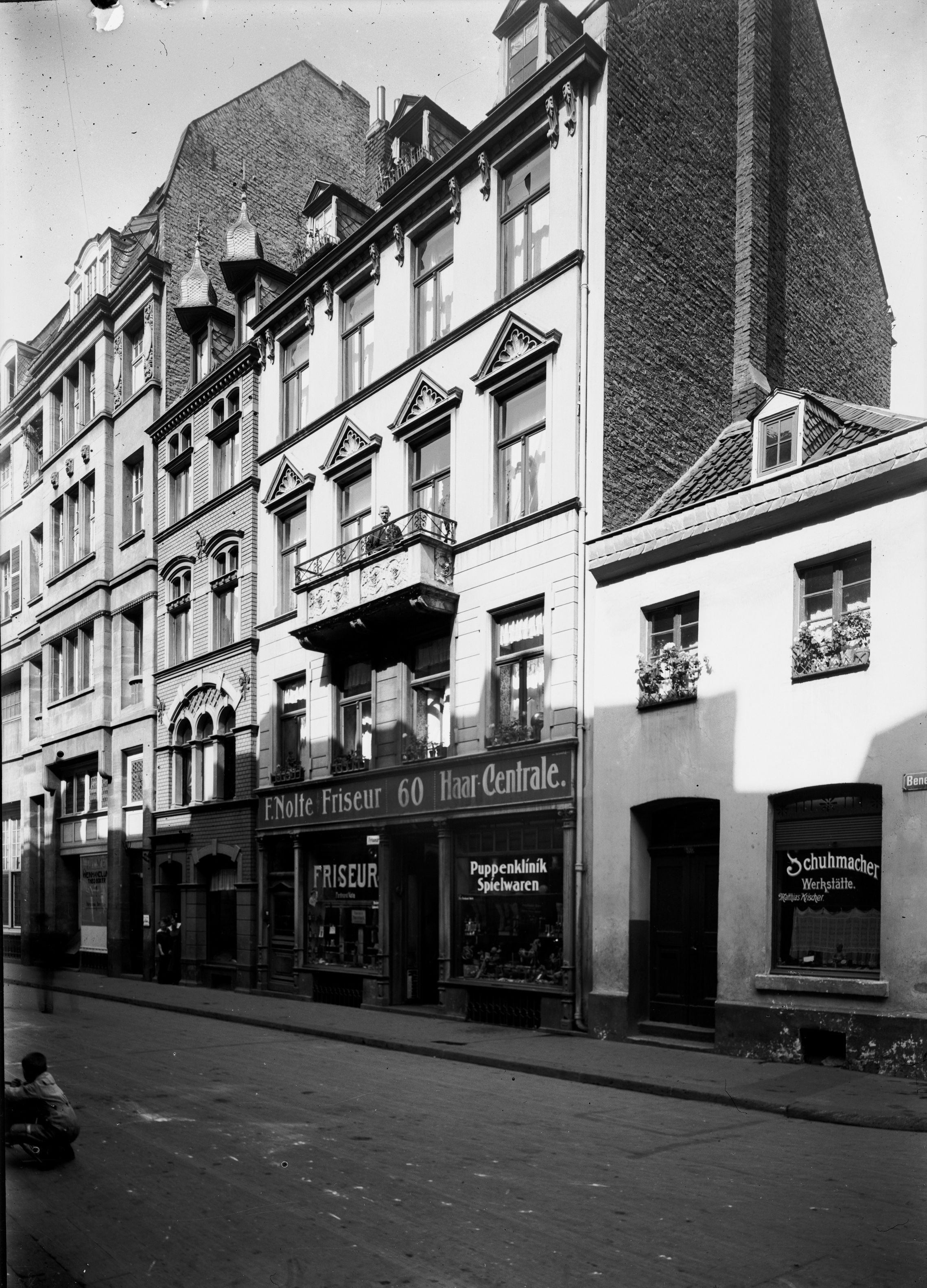
Friseursalon F. Nolte mit Puppenklinik (Köln, etwa 1910–1915)

In Österreich und Deutschland waren es bis vor einigen Jahren meistens Friseure, die sich der Reparatur an Puppen annahmen. Dieses lag vor allen Dingen auch daran, dass Puppen früher oftmals Perücken aus Echthaar besaßen, die bei Friseuren angefertigt wurden.
Manche Puppendoktoren bieten ihre Dienste auch auf einschlägigen Fachmärkten für Antiquitäten oder altes Spielzeug an. Dabei werden allerdings nicht nur alte Puppen restauriert, die als Antiquitäten gelten können, sondern auch neuere Stücke, die als liebgewordene Kindheitserinnerung von ihren mittlerweile erwachsenen Besitzern zur Reparatur gebracht werden.

## Fernsehen
- Populär wurde der Beruf des Puppendoktors auch als Gestalt der DDR-Kindersendung Unser Sandmännchen (Frau Puppendoktor Pille mit der großen klugen Brille[1]).
- Richard C. Schneider stellte in seinem Videoblog Wo Europa begann die Puppenreparaturwerkstatt Squatriti in Rom vor.